# Jared Homan
Jared William Homan (* 6. März 1983 in Remsen, Iowa) ist ein ehemaliger bulgarisch-US-amerikanischer Basketballspieler.
Der 2,08 m große und 110 kg schwere Center spielte zwischen 2001 und 2005 für die Iowa State University in den USA und ging anschließend nach Europa, wo er unter anderem für GS Marousi, KK Cibona Zagreb und Virtus Bologna aktiv war. Zu Beginn der Saison 2011/12 wechselte Homan zum deutschen Bundesliga-Aufsteiger FC Bayern München, mit dem er in den beiden folgenden Jahren in die Play-offs einzog. Im September 2013 wurde Homans Vertrag in beiderseitigem Einvernehmen aufgelöst, woraufhin er sich dem russischen Erstligisten BK Spartak Sankt Petersburg anschloss.